# Liste der Biografien/Pred
Liste der Biografien |
Portal Biografien |
Personensuche
# |
A |
B |
C |
D |
E |
F |
G |
H |
I |
J |
K |
L |
M |
N |
O |
P |
Q |
R |
S |
T |
U |
V |
W |
X |
Y |
Z |
?
 
Pa |
Pc |
Pe |
Pf |
Ph |
Pi |
Pj |
Pk |
Pl |
Pm |
Pn |
Po |
Pr |
Ps |
Pt |
Pu |
Pv |
Pw |
Py
 
Pra |
Prc |
Pre |
Pri |
Prj |
Prk |
Prl |
Pro |
Prp |
Prs |
Prt |
Pru |
Prv |
Pry |
Prz
 
Prea |
Preb |
Prec |
Pred |
Pree |
Pref |
Preg |
Preh |
Prei |
Prej |
Prek |
Prel |
Prem |
Pren |
Preo |
Prep |
Prer |
Pres |
Pret |
Preu |
Prev |
Prew |
Prex |
Prey |
Prez
Die Liste der Biografien führt alle Personen auf, die in der deutschsprachigen Wikipedia einen Artikel haben. Dieses ist eine Teilliste mit 42 Einträgen von Personen, deren Namen mit den Buchstaben „Pred“ beginnt.

## Pred
- Pred, Allan (1936–2007), US-amerikanischer Geograph
- Pred, Daniel (* 1963), US-amerikanischer Rockmusiker

### Preda
- Preda, Cristian (* 1966), rumänischer Politologe und Politiker, MdEP
- Preda, Daniela (* 1960), italienische Historikerin und Hochschullehrerin an der Universität Genua
- Preda, Luca (* 2006), rumänischer Tennisspieler
- Preda, Marin (1922–1980), rumänischer Schriftsteller
- Preda, Ștefan (* 1970), rumänischer Fußballspieler und -trainer
- Predari, Caesar (* 1853), deutscher Reichsgerichtsrat
- Predari, Dominicus (1818–1880), deutscher Richter

### Prede
- Predecha, Juri Iwanowitsch (1935–2008), russischer Handballspieler und -trainer
- Predeek, Albert (1883–1956), deutscher Bibliothekar
- Predeick, Josef (1926–1993), deutscher Politiker (CDU)
- Predel, Bruno (1928–2007), deutscher Chemiker
- Predel, Gregor (1961–2024), deutscher römisch-katholischer Theologe
- Predel, Hans-Georg (* 1959), deutscher Sportmediziner und Hochschullehrer
- Predelli, Riccardo (1840–1909), italienischer Historiker, Staatsarchiv Venedig
- Predescu, Cornel (* 1987), rumänischer Fußballspieler

### Predi
- Predić, Uroš (1857–1953), serbischer Maler
- Predieri, Angelo (1655–1731), italienischer Sänger und Komponist des Barock
- Predieri, Luca Antonio (1688–1767), italienischer Komponist Barock
- Prediger, Andreas (1926–2017), russlanddeutscher Künstler
- Prediger, Carl (1822–1895), deutscher Mathematiker, Geodät und Kartograph
- Prediger, Carl (1840–1918), deutscher Architekt
- Prediger, Dirk (* 1987), deutscher Fußballspieler
- Prediger, Lanette (* 1979), kanadische Skeletonpilotin
- Prediger, Susanne (* 1971), deutsche Mathematikerin und Hochschullehrerin
- Predin, Zoran (* 1958), slowenischer Sänger und Songwriter
- Predis, Ambrogio de, italienischer Maler

### Predk
- Predke, Alexander Alexandrowitsch (* 1994), russischer Schachspieler

### Predl
- Predl, Franz Xaver von (1795–1866), bayerischer Offizier
- Predl, Ignatz von (1759–1806), bayerischer Verwaltungsbeamter und Amateurkünstler
- Predl, Katharina von (1790–1871), deutsche Malerin
- Predl, Rainer (* 1990), österreichischer Ultraläufer
- Predleus, Anna (* 1978), deutsche Synchronsprecherin

### Predo
- Predock, Antoine (1936–2024), US-amerikanischer Architekt
- Predöhl, Andreas (1893–1974), deutscher Ökonom und Hochschullehrer
- Predöhl, Max (1854–1923), deutscher Jurist, Hamburger Senator und Bürgermeister
- Predoiu, Cătălin (* 1968), rumänischer Politiker und RechtswissenschaftlerCătălin Predoiu (* 1968)

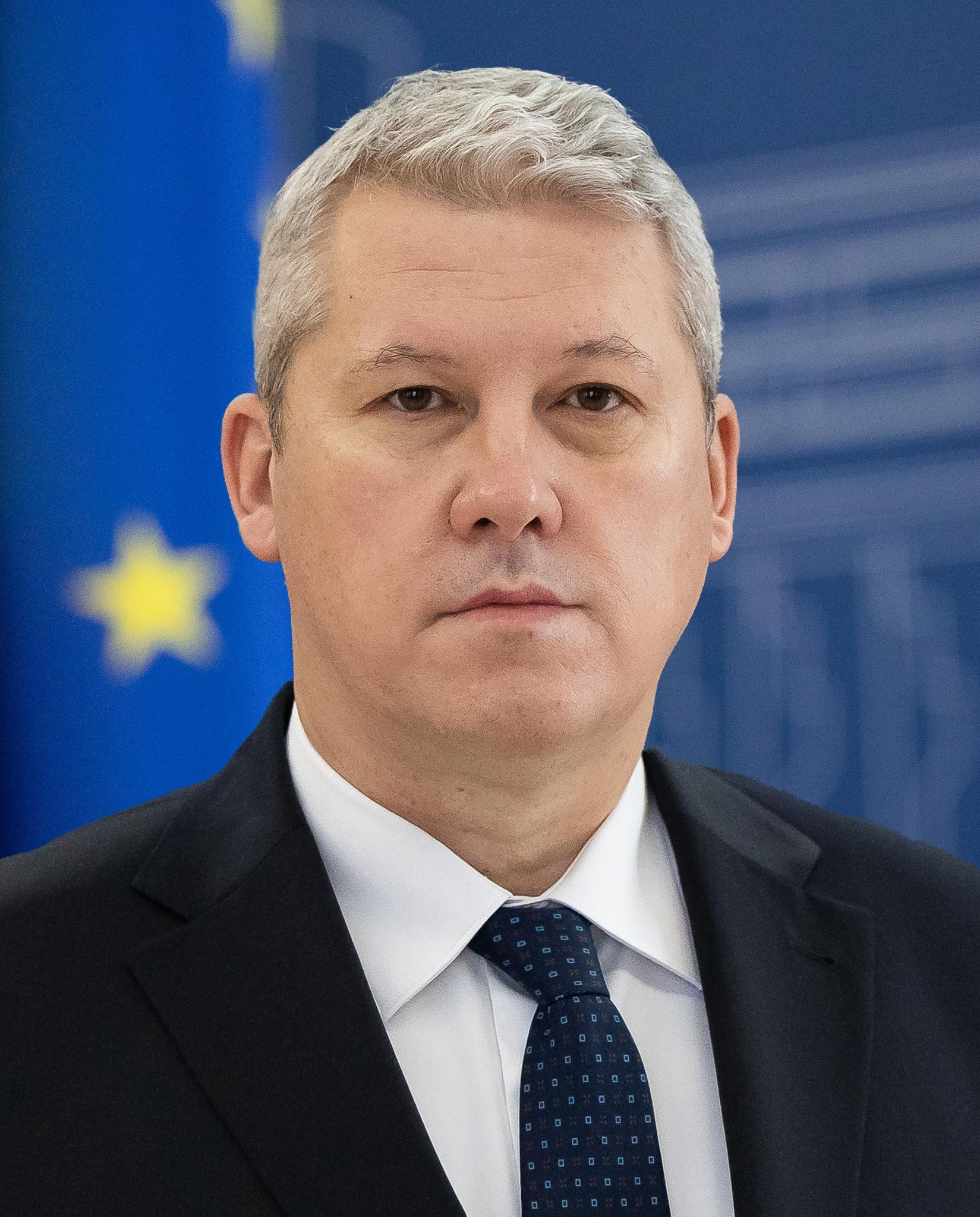
Cătălin Predoiu (* 1968)

- Predojević, Borki (* 1987), bosnisch-herzegowinischer Schachgroßmeister
- Predomo, Mattia (* 2004), italienischer Bahnradsportler

### Predr
- Predragović, Srđan (* 1995), bosnischer Handballspieler

### Predy
- Predybailow, Sergei Wiktorowitsch (* 1982), russischer Handballspieler